# Water for Elephants
Water for Elephants (Água para Elefantes, no Brasil, e Água aos Elefantes, em Portugal) é um romance histórico de Sara Gruen, publicado nos Estados Unidos em 26 de maio de 2006. O romance discorre sobre Jacob Jankowski e suas experiências em um circo itinerante, chamado "Esquadrão Voador do Circo Irmãos Benzini - O Maior Espetáculo da Terra". Gruen originalmente escreveu o romance como parte do National Novel Writing Month.

## Sinopse
A história é contada como uma série de memórias por Jacob Jankowski, um homem de noventa ou noventa e três anos de idade que vive em um lar de idosos desde a morte da esposa. As memórias começam com um Jacob aos vinte e três anos, se preparando para os exames finais da Universidade de Cornell. Assim como seu pai, ele decidiu seguir a carreira de veterinário. Porém, no dia da realização dos testes, Jankowski recebe a notícia do falecimento de seus pais, vítimas de um acidente automobilístico. Além disso, ele também toma conhecimento das dívidas que seu pai deixou, uma vez que tratava dos animais dos vizinhos gratuitamente, e da hipoteca da casa da família, feita para garantir educação de qualidade a Jacob. Ao saber disso, ele abandona a faculdade e sai perambulando sem rumo.
Na calada da noite, Jacob pula em um trem em movimento, quando nota que este pertence a um circo. É descoberto pelo diretor, Tio Al, que, ao saber da formação de Jacob, contrata-o para cuidar dos animais. O treinador dos bichos é August, um homem com personalidade dúbia: ora encantador, ora brutal e vingativo. Quando está imerso em seus ataques, desconta sua raiva nos animais que estão sob seus cuidados. Por conta disso, Jacob desenvolve com August uma relação de amizade vigilante. Contudo, essa proximidade se revela perigosa, já que Jacob se vê apaixonado por Marlena, esposa de August e estrela do show com cavalos.
Mais tarde, Jacob descobre uma segunda paixão. Ele se encanta por Rosie, uma elefanta que Tio Al compra de outro circo. Rosie deveria ser a salvação do espetáculo - que nesse tempo já estava em vias de falência, mas aparentemente é burra demais para executar algum truque. Por isso, August a maltrata e aplica-lhe severos castigos físicos; ao que Jacob se propõe a cuidar do animal para evitar os abusos. Tratada com afeto, a elefanta se revela hábil e inteligente, e surpreende a todos realizando belos números. Não o havia feito antes porque só obedecia a comandos em polonês, idioma falado pelo antigo treinador. Jacob, por ter ascendência polonesa, ensina a August as palavras necessárias para Rosie entendê-lo, o que a deixa apta a participar do espetáculo. Rosie acaba se tornando a principal atração do espetáculo.
Apesar da aparente prosperidade, o circo Irmãos Benzini enfrenta uma grave crise. Tio Al não conseguia pagar a todos os funcionários do circo, o que gerou insatisfação e revolta. Muitos trabalhadores foram jogados do trem nos trilhos, sem cerimônia, ou como forma de punição, ou por não ter como pagá-los. Certo dia, em meio ao espetáculo, alguns destes homens expulsos invadem a tenda das jaulas e soltam os animais, que ao correrem desgovernados pelo ambiente causam pânico na plateia. Em meio à balbúrdia, August é ferido por Rosie e acaba pisoteado pelos outros animais. Este grave incidente foi o fator determinante para o fim do Irmãos Benzini, que já vinha demonstrando sinais de fraqueza havia algum tempo. Com a morte de August, Marlena se vê livre para se casar com Jacob, visto que a atração entre ambos era recíproca, mas Marlena era fiel ao marido. Eles se casam e iniciam uma nova vida, juntamente com Rosie e mais alguns animais do circo.
Intercalada com as memórias, a realidade de Jacob também é descrita. O asilo em que ele se encontra é cheio de velhos decrépitos, que já não têm o que esperar da vida. Nesse ambiente sufocante, ninguém parece acreditar no velho Jacob, à exceção de uma enfermeira, Rosemary, que se torna a única amiga e confidente dele no lar de idosos. Ela sente grande afeição por Jacob, e o trata da melhor forma possível, inclusive nos momentos em que o senhor se mostra contrariado ou rabugento. Entretanto, Rosemary avisa a Jacob que dali a pouco tempo estará saindo da casa de repouso. Jacob fica desnorteado, pois não confia em mais ninguém dali. Infelizmente, isto é algo que ele não pode mudar.
Uma situação do início do livro é retomada no fim. Certo dia, há uma grande comoção entre os pacientes. Através da janela, eles veem a brilhante lona de um circo que se instalara no quarteirão vizinho. Todos estão animados, pois seus familiares virão no fim de semana para levá-los ao espetáculo. Jacob também fica ansioso, aguardando e fantasiando sobre como seria o show. No dia marcado, porém, ninguém aparece para levar Jacob; ao passo que todos os outros já haviam ido. Aparentemente, a família esqueceu que era dia de visita. Súbito, Jacob decide fazer algo que sabe ser perigoso, mas, obstinado, levanta-se e sai.
Munido apenas de seu andador, Jacob se lança à rua, rumo ao circo. A caminhada é penosa, mas ele não desiste. Precisa assistir àquele espetáculo, como se fosse uma espécie de redenção. Finalmente, Jacob chega às lonas, e fica encantado com o que vê. O diretor do circo, ao saber que Jacob havia trabalhado num esquadrão famoso, convida-o para um café, a fim de saber mais sobre a época de circos sobre trilhos. Jacob, que nunca havia falado sobre aquele período de sua vida, concorda em se abrir ao homem. Maravilhado com as histórias do velho, o diretor incentiva-o a publicá-las, algo que nunca havia passado pela cabeça de Jacob. Então, após esta reunião, Jacob faz um pedido ao diretor do trem. Este o aceita, e Jacob finalmente consegue alcançar a paz que tanto procurava. Jacob, enfim, se sentia em casa.

## Prêmios e indicações
- Indicado ao Quill Award de 2006 na categoria Ficção Geral[3]
- Seleção do Alex Awards de 2007[4]
- Indicado como melhor romance de 2006 pelo Entertainment Weekly
- 12 semanas na lista de Best Seller do New York Times em 2006 (chegou a atingir a posição #7 em 20 de agosto de 2006)[5]
- Escolha #1 do Book Sense em junho de 2006[6]
- Vencedor do prêmio BookBrowse de 2007 na categoria de livro mais popular[7]
- A versão em capa brochura atingiu a posição #1 da lista de Best Sellers do New York Times em 8 de julho de 2007[8]